# أوليغ شفتشينكو
أوليغ شفتشينكو (بالأوكرانية: Шевченко Олег Євгенович) هو لاعب كرة قدم أوكراني في مركز حراسة المرمى، ولد في 23 أبريل 1988 في زاباروجيا في أوكرانيا. لعب مع FC Polissya Zhytomyr ‏.

## وصلات خارجية
- أوليغ شفتشينكو على موقع الاتحاد الأوربي (الإنجليزية)
- أوليغ شفتشينكو على موقع قاعدة بيانات كرة القدم.إي يو (الإنجليزية)
- أوليغ شفتشينكو على موقع Soccerway.com (الإنجليزية)